# آنتیه فولمر
آنتیه فٌلمر (انگلیسی: Antje Vollmer)، (۳۱ مهٔ ۱۹۴۳ – ۱۵ مارس ۲۰۲۳) یک سیاستمدار اهل آلمان بود. او یک حکیم الهی پروتستان، معلم دانشگاهی و سیاستمدار اتحاد ۹۰/سبزها بود. او در سال ۱۹۸۳زمانی که سبزها برای اولین بار به پارلمان آلمان غربی ره یافتند، قبل از پیوستن به این حزب در سال ۱۹۸۵ به عضویت این حزب درآمد. او یک صلح طلب بود.

## زندگی شخصی و مرگ
در سال ۱۹۷۹، فٌلمر پسرش یوهان را به تنهایی بزرگ کرد.
فُلمر در ۱۵ مارس ۲۰۲۳در سن ۷۹ سالگی درگذشت.